# Catherine Madox Brown
Catherine Madox Brown Hueffer (Londres, 11 de noviembre de 1850-3 de junio de 1927), también conocida como Cathy, fue una artista y modelo británica, asociada con los prerrafaelitas. 

## Trayectoria
Nació el 11 de noviembre de 1850 en Londres, primera hija de Emma Hill y del pintor Ford Madox Brown, y fue bautizada con el nombre de su abuela. Madre e hija posaron para su padre en el cuadro Pretty Baa-Lambs.
Madox Brown se casó con el escritor francés Francis Hueffer el 3 de septiembre de 1872. Tuvieron tres hijos: Ford Madox Ford, nacido en 1873, y Oliver Madox Hueffer, ambos escritores y una hija, Julieta, que se casó con el periodista revolucionario ruso David Soskice, cuyo hijo Frank Soskice fue nombrado ministro del Interior. 
Madox Brown heredó todos los bienes de su madre cuando murió esta en septiembre de 1890. Francis Hueffer murió en enero de 1899.
Cathy Madox Brown comenzó a pintar junto a su media hermana Lucy Madox Brown, hizo de modelo y trabajó como ayudante de su padre. Otras artistas femeninas prerrafaelitas como Georgiana Burne-Jones, la hermana de Thomas Seddon y Marie Spartali Stillman también tomaron lecciones en el mismo estudio.

## Listado de trabajos
- Retrato de su padre Ford Madox Brown en el caballete, acuarela, 1870.[5]
- En la Ópera, acuarela y lápiz, 1869.
- Pensamientos errantes, acuarela realzada con bodycolour, 1875.
- Retrato de Laura, esposa de Sir Lawrence Alma-Tadema, acuarela, 1872, 50.8 x 33 cm, Exh. La Feria de Bellas Artes y Antigüedades Olympia, Londres, 2000 por Campbell Wilson (Londres).

## Obra

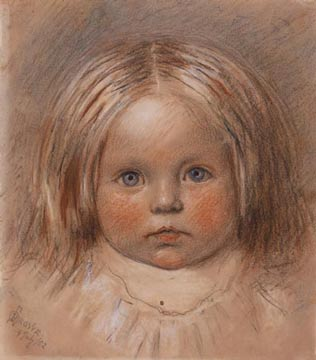
Retrato de la segunda hija del artista (Catherine Madox Brown) por Ford Madox Brown, 1852, Walker Art Gallery, 19   cm x 16.5   cm, número de acceso WAG10507
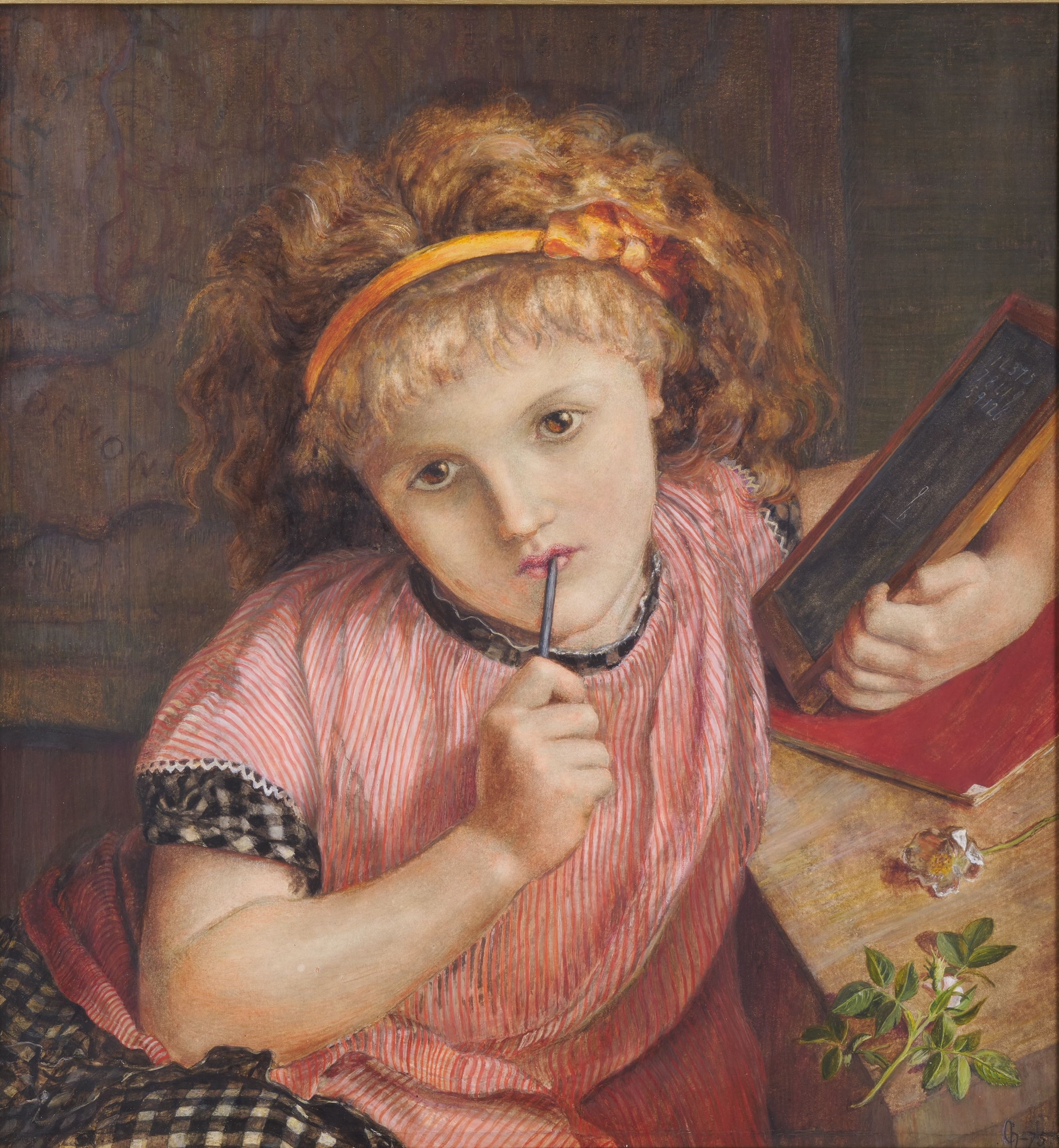
"Un problema profundo 9 y 6 hacen -" por Catherine Madox Brown. 1875. Acuarela. Birmingham Museums Trust.
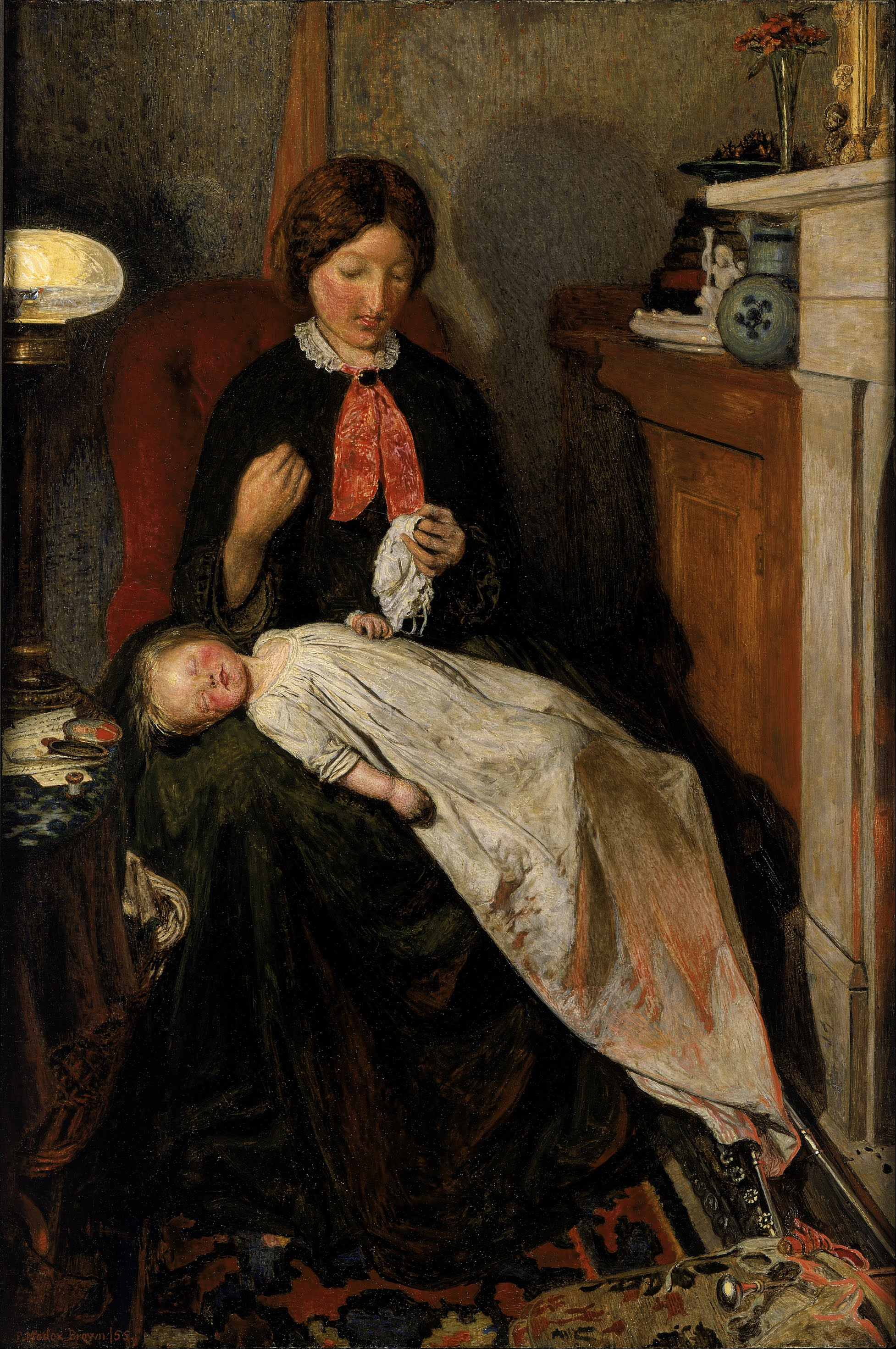
Esperando: una chimenea inglesa de 1854-55 por Ford Madox Brown.
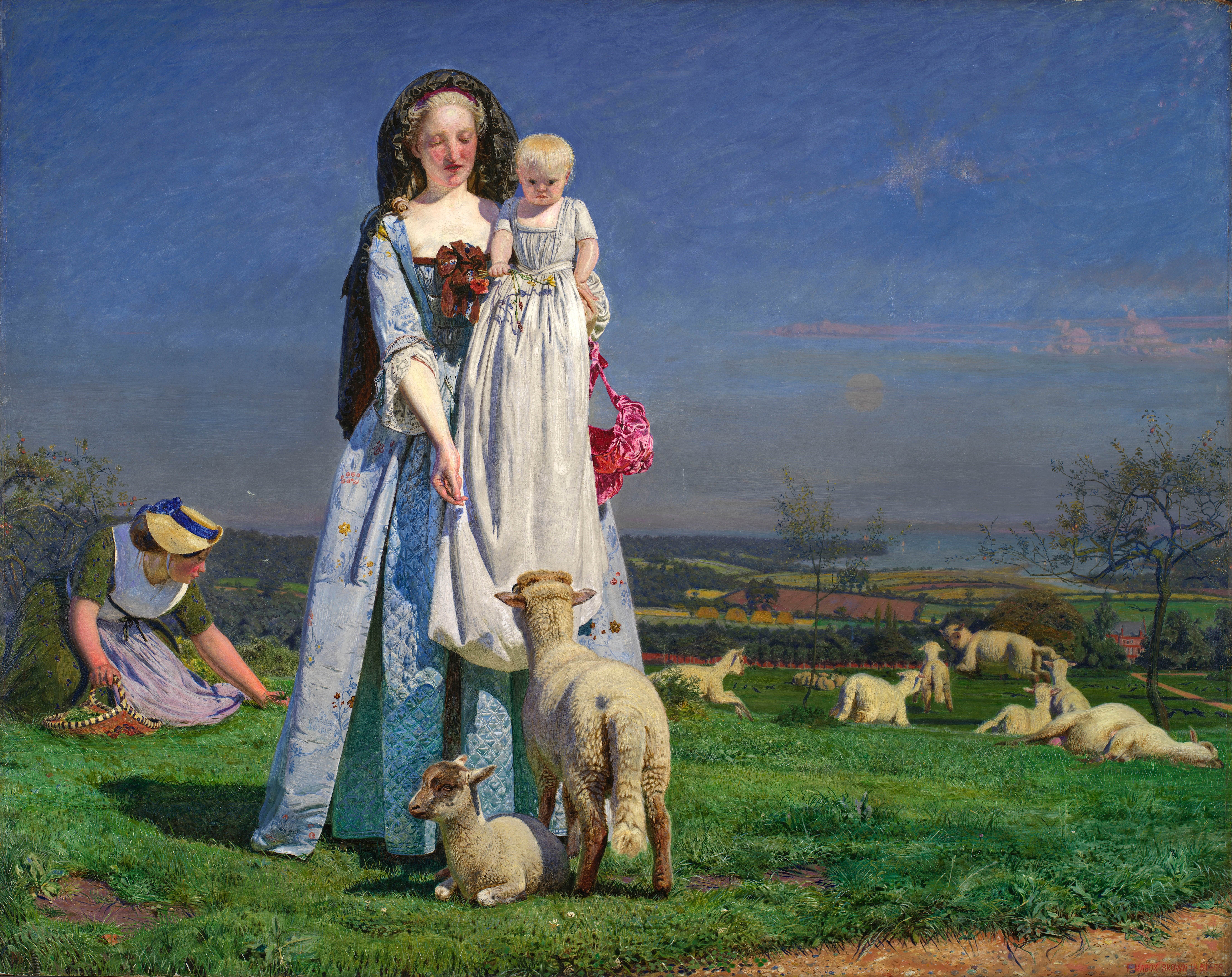
Pretty Baa-Lambs de Ford Madox Brown, óleo sobre panel, 1851/1859, Birmingham Museums and Art Gallery
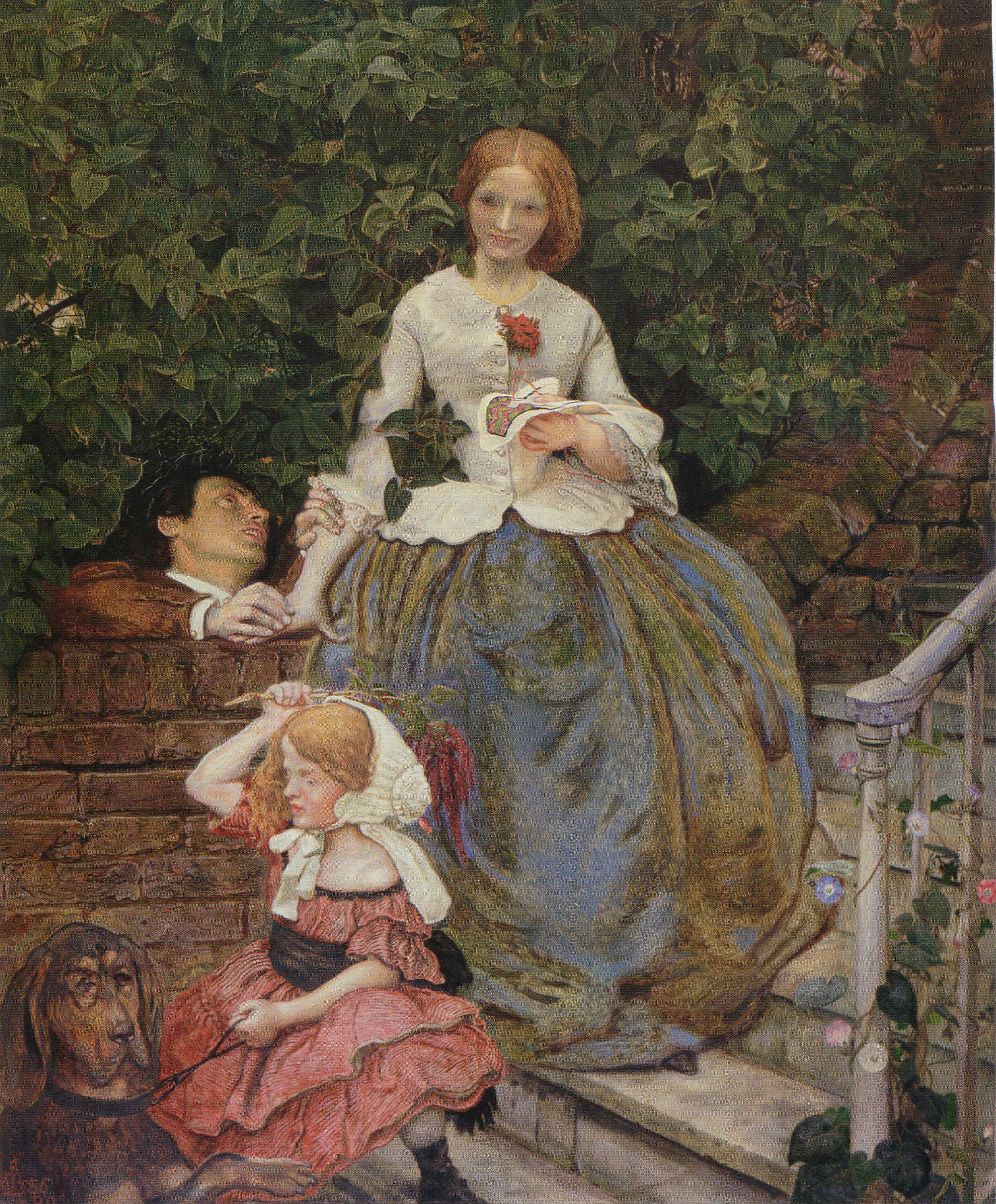
Etapas de la crueldad (Catherine Madox Brown es la niña que pega al perro), 1857, Manchester Art Gallery
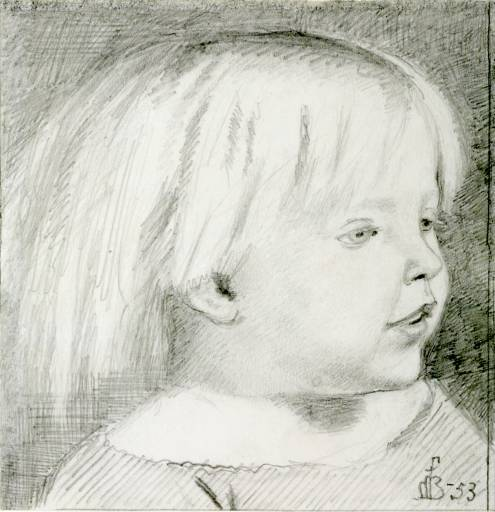
Cathy Madox Brown, lápiz, Tate Gallery